# Germinal Roaux
Germinal Roaux (né le 8 août 1975 à Lausanne) est un artiste photographe, scénariste et cinéaste franco-suisse.
Son travail est exclusivement tourné vers le noir et blanc.

## Biographie
Né le 8 août 1975 à Lausanne (Suisse), Germinal Roaux suit toute sa scolarité à l’École Rudolf Steiner de Lausanne. Il commence, à l’âge de 16 ans, une option “photographie” qu’il poursuivra pendant deux années et s'intéresse à la réalisation audiovisuelle, sur des tournages publicitaires à New-York.
En 1994, il réalise comme travail de fin d’études son premier documentaire sur le problème de la désertification au Burkina Faso, Une pluie et des hommes.
De retour en Suisse en 1995, il devient photographe-reporter RP pour les magazines L’Illustré et L'Hebdo, pour lesquels il travaille en indépendant durant plus de 10 ans.
En 2000, il reçoit le Premier Prix Suva des Médias pour une série de reportages photos traitant de l’autisme chez l’enfant et l’adulte, exposé au Musée de l'Élysée de Lausanne.
En 2003, Germinal Roaux réalise son premier film documentaire, Des tas de choses, un film de 28 minutes sur l’intégration des handicapés mentaux dans notre société. Pierre Assouline dans Le Monde écrit à propos du film: « 28 minutes de grâce absolue. Un supplément d’âme...[citation nécessaire] ».
En 2007, son deuxième film, Icebergs, remporte le Prix du Meilleur Espoir au Festival international du film de Locarno ainsi que le Prix de la Relève Suissimage SSA pour le meilleur court métrage suisse de l'année au 43e Journées de Soleure. Germinal Roaux est invité à participer à la seconde édition des Zürich Master Class avec notamment Oliver Stone, Pavel Lungin et Matthew Modine comme intervenant. La même année Germinal Roaux commence son journal photographique, qu'il publie chaque mois sur internet. Un journal intime en noir et blanc où il raconte, sous le titre de travail qu'il s'est donné, Never Young Again, le passage entre l'adolescence et l'âge adulte. « J'aime photographier les jeunes qui se prennent pour des grands, ou les jeunes à qui on a donné des responsabilités de grands et qui dans leurs yeux sont toujours des enfants.[citation nécessaire]». Citation tirée d'un article de Libération.
En 2008, Robert de Niro invite le jeune cinéaste à présenter son film Icebergs en compétition international au Festival du film de TriBeCa de New-York. La même année Germinal Roaux participe aux Ateliers d'Angers, créés par Jeanne Moreau en parallèle du Festival de Cinéma Premiers Plans.
En 2009, à la demande de Jeanne Moreau, Germinal Roaux réalise la bande annonce de la 21e édition du Festival du Film Premiers Plans d'Angers. Un court métrage qui a été réalisé sans caméra, uniquement avec un appareil photographique. Plus de 20 000 clichés ont été nécessaires à la réalisation de ce film qui utilise la technique du stop motion. L'actrice française Adèle Haenel, découverte au cinéma dans la Naissance des pieuvres tient le premier rôle de cette bande annonce. La même année, Germinal Roaux est l'un des 12 artistes sélectionnés par Olivier Saillard, conseiller artistique de la Fondation HSBC pour la Photographie, pour son travail photographique sur l'adolescence Never Young Again.
Left Foot Right Foot, son premier long métrage, sort sur les écrans en 2013 et remporte plusieurs prix, notamment le Bayard d’Or de la meilleure première œuvre du festival international du film francophone de Namur, la mention spéciale du jury au festival international du film de Palm Springs et trois prix du cinéma suisse.

## Distinctions
Grand Prix Fiction FIFDH 2025 — Mention Spécial du Jury International. «Cosmos de Germinal Roaux, véritable lettre d’espoir et d’amour à l’humanité, sublimée par une photographie fascinante».
Grand Prix de la Fondation Vaudoise pour la Culture 2024
Photographe et cinéaste, Germinal Roaux est honoré pour avoir «enrichi le pays par une œuvre forte et une approche neuve», souligne le communiqué. Le prix le récompense pour l'ensemble de sa carrière.  
Le 24 septembre 2016 à Zurich (Suisse), l’actrice américaine Uma Thurman et le jury du Festival du Film de Zurich remettent le Filmmaker Award 2016 à Germinal Roaux lors d’un gala organisé par la célèbre marque de haute horlogerie suisse IWC.
Lors de la cérémonie de Clôture de la section Generation de la 68e Berlinale (2018), le film Fortuna du réalisateur et scénariste Germinal Roaux a été primé à deux reprises. Fait rare, le film obtient les deux principaux prix de cette section. L'Ours de Cristal pour le meilleur film ainsi que Le Grand Prix du Jury International.
Le 15 juillet 2018, le cinéaste iranien Asghar Farhadi président du jury au 15e Festival International du Film d’Erevan (Arménie) décerne le Silver Award du Meilleur Film à Fortuna de Germinal Roaux.

## Filmographie
Cosmos (2025) 
Sélection officielle au 28e Festival international du film de Guanajuato (Mexique).  
Sélection officielle au 44e Foro Internacional de Cine à la Cineteca Nacional de Mexico City.  
Compétition Officielle FIFDH 2025  
Grand Prix Fiction FIFDH — Mention Spécial du Jury International 
Compétition Officielle TIFF65 — Thessaloniki International Film Festival
Première Neige (2020) 
- Court métrage réalisé à l'Hospice du Simplon en décembre 2020 dans le cadre de la Collection Lockdown #2 by Swiss Filmmakers.
- Prix Farel 2021 – Mention spéciale du Jury International.

Revoir le printemps (2020) 
- Court métrage réalisé durant le confinement en avril 2020 dans le cadre de la Collection Lockdown #1 by Swiss Filmmakers.
- Locarno Film Festival 2020
- Solothurner Filmtage 2021

Fortuna (2018)
- Compétition Officielle à la 68e Berlinale — Generation 14plus
- Ours de Cristal du Meilleur Film à la 68e Berlinale
- Grand Prix du Jury International à la 68e Berlinale
- Silver Award — 15th Golden Apricot Yerevan International Film Festival
- Sélection Officielle 71e Festival international du film de Locarno
- Sélection Officielle Festival du film francophone d'Angoulême 2018
- Compétition Officielle FIFF de Namur 2018
- Sélection Officielle Cinemania Montréal 2018 (North American Premiere)
- Grand Prix de la Compétition Internationale — 35e Französische Filmtage Tübingen - Stuttgart
- Official Selection 40th Cairo International Film Festival
- IWC Filmmaker Award — 12th Zurich Film Festival
- Special Mention of the Jury — 21st Olympia International Film Festival
- Greek Film Centre Award — 21st Olympia International Film Festival
- International Panorama — 34. FICG Guadalajara Film Festival Mexico
- Prix du Cinéma Suisse 2019 : Meilleur Film (nomination).

Left Foot Right Foot (2013)
- Prix du Cinéma Suisse 2014 : Meilleur Film (nomination).
- Prix du Cinéma Suisse 2014 : Meilleure Photographie (Denis Jutzeler).
- Prix du Cinéma Suisse 2014 : Meilleur Second rôle (Dimitri Stapfer).
- Prix du Cinéma Suisse 2014 : Prix Spécial de l'Académie (Françoise Nicolet).
- Mention Spéciale du Jury dans la compétition internationale au Palm Springs Film Festival (2014).
- Bayard d'Or pour la Meilleure Première Œuvre au FIFF de Namur 2013.
- Compétition Internationale au Festival du Film de Montréal 2013.
- Sélection Officielle "Special Screening" au Festival du Film de Zurich 2013.

Icebergs (2007)
- Prix Action Light pour le meilleur espoir suisse au Festival international du film de Locarno.
- Prix de la Relève Suissimage SSA pour le meilleur court métrage suisse de l'année 2007 au 43e Journées de Soleure.
- En compétition officielle au Festival du film de TriBeCa de New-York 2008.

Des tas de choses (2004)
- Prix du Meilleur film étranger au festival du film de quartier de Dakar 2004.
- Nomination au prix du cinéma suisse 2005.